# Демьянка-Лесная
Демьянка-Лесная (укр. Дем'янка-Лісна) — село в Жидачовской городской общине Стрыйского района Львовской области Украины, расположено на реке Куна.
Население по переписи 2001 года составляло 499 человек. Занимает площадь 1,83 км². Почтовый индекс — 81730. Телефонный код — 3239.